# قاسم ظاهر
قاسم ظاهر هو مواطن لبناني كندي من مواليد سهل البقاع، متهم بالانتماء إلى عدد من الجماعات الإسلامية المسلحة.

## حياته
في سن الرابعة عشر غادر ظاهر لبنان وانتقل إلى كولومبيا، ثم استقر في ليدوك بألبرتا. وفي عام 1990 اشترى مسرح السينما المحلي، وبعد أربع سنوات قام بشراء مسرح الكابيتول في بونوكا.
في 1996 أُلقَى القبض على المصري محمود جاب الله في كندا، واتهم بالانتماء لجماعات إسلامية مُسلحة، وأثناء التحقيق معه ذكر أنه كان كثيرًا ما يتصل هاتفيًا برجل يعرف باسم «محمود» يعيش في ألبرتا، وادعى جهاز المخابرات الأمنية الكندية أن محمود هذا هو نفسه قاسم ظاهر، وأنهم كانوا يتهاتفون لتبادل الشرائط الصوتية الدينية، والعمل على توزيعها حول ألبرتا.

## العودة إلى لبنان
عاد ظاهر إلى مسقط رأسه في لبنان في مايو 1998.
وفي 3 فبراير 2000 اعتُقل ظاهر وثمانية آخرين في وادي البقاع، حيث يمتلك قصرًا هناك، وتم اتهامه بانتمائه إلى منظمة التكفير والهجرة، ثم أُطلق سراحه بعد عامين ووُضِعَ قيد الإقامة الجبرية.
وفي 23 نوفمبر 2005 اتُهِمَ ظاهر واثنان آخران من قبل السلطات الأمريكية بجمع التبرعات وتوفير الدعم لجماعة عصبة الأنصار.